# آسفی
اَسفی (به عربی: أسفی، به فرانسوی: Safi) یکی از شهرهای کشور مراکش است. این شهر در کرانه اقیانوس اطلس و نزدیک به شهر کازابلانکا قرار دارد.
اسفی مرکز استان دُکّاله عَبده مراکش است. خود شهر اسفی ۲۸۴٬۷۵۰ نفر جمعیت دارد (سرشماری ۲۰۰۴) ولی جمعیت اسفی با حومه‌های مسکونی آن به ۷۹۳٬۰۰۰ نفر می‌رسد.
شهر اسفی بندر اصلی ماهیگیری مراکش و صنعت ساردین آن است. این شهر با نام سفیم میان سال‌های ۱۴۸۸ تا ۱۵۴۱ تحت فرمانروایی پرتغالیان قرار داشت. اسفی در جنگ جهانی دوم یکی از محل‌های فرود برای عملیات مشعل بود.

## نگارخانه

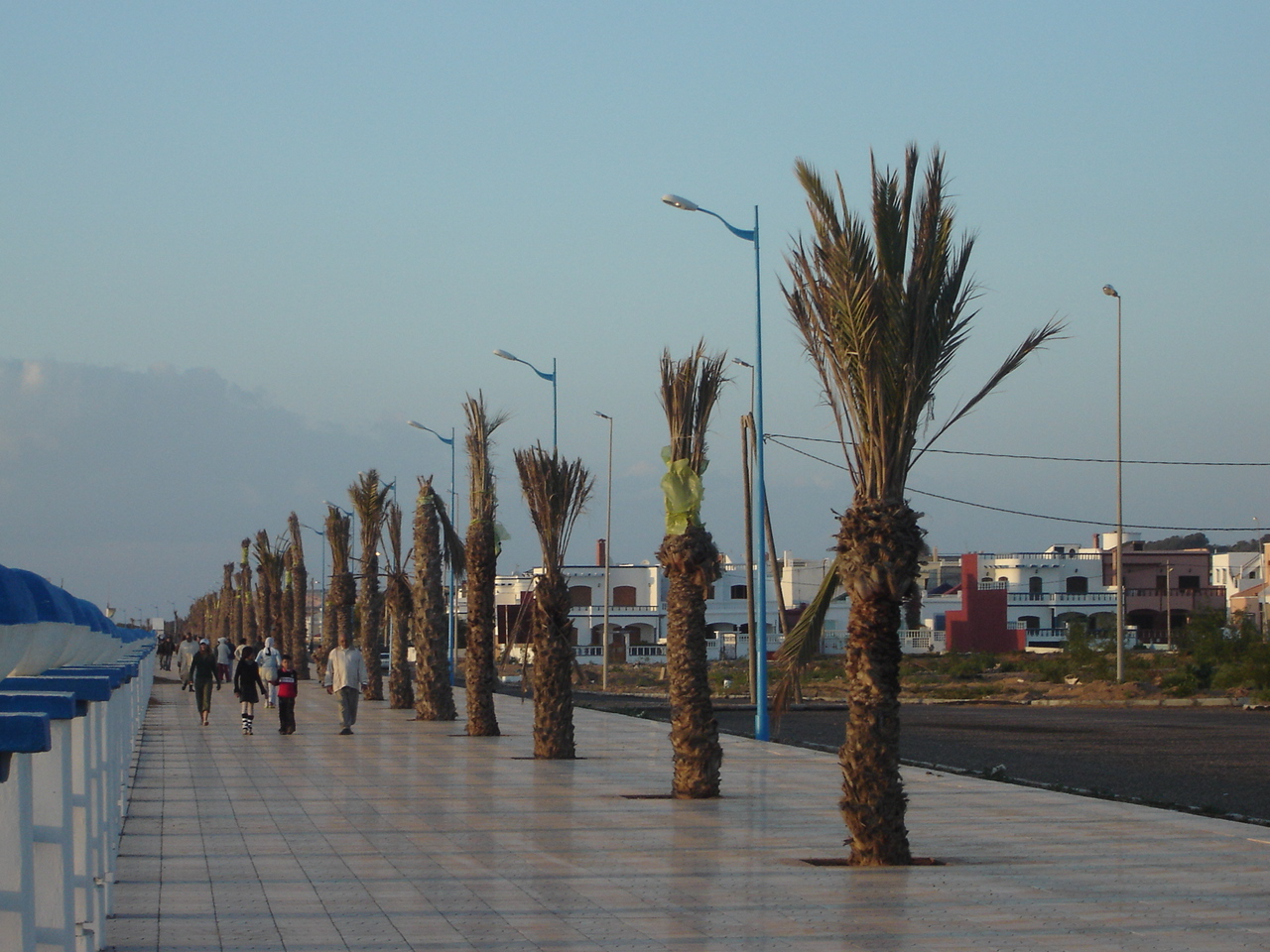
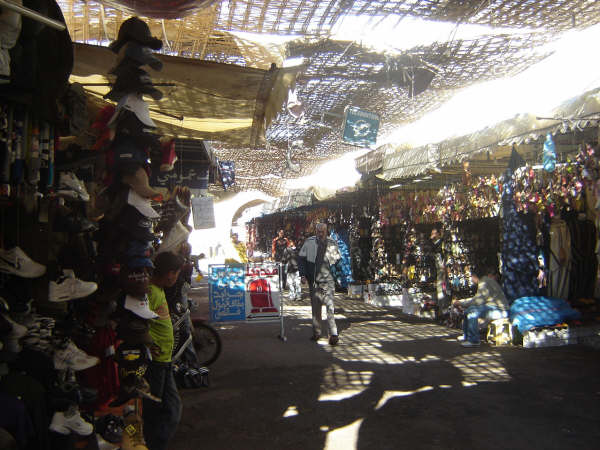
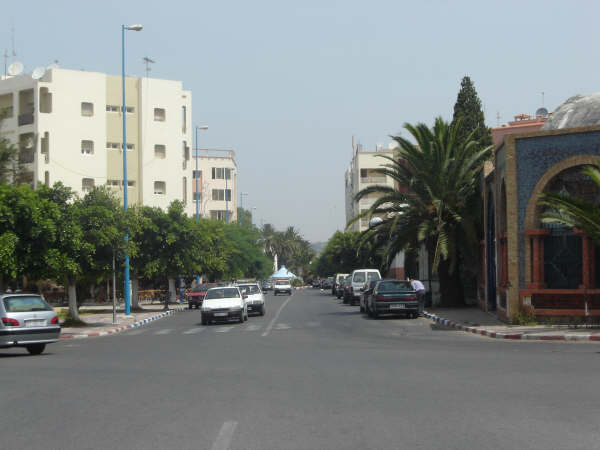
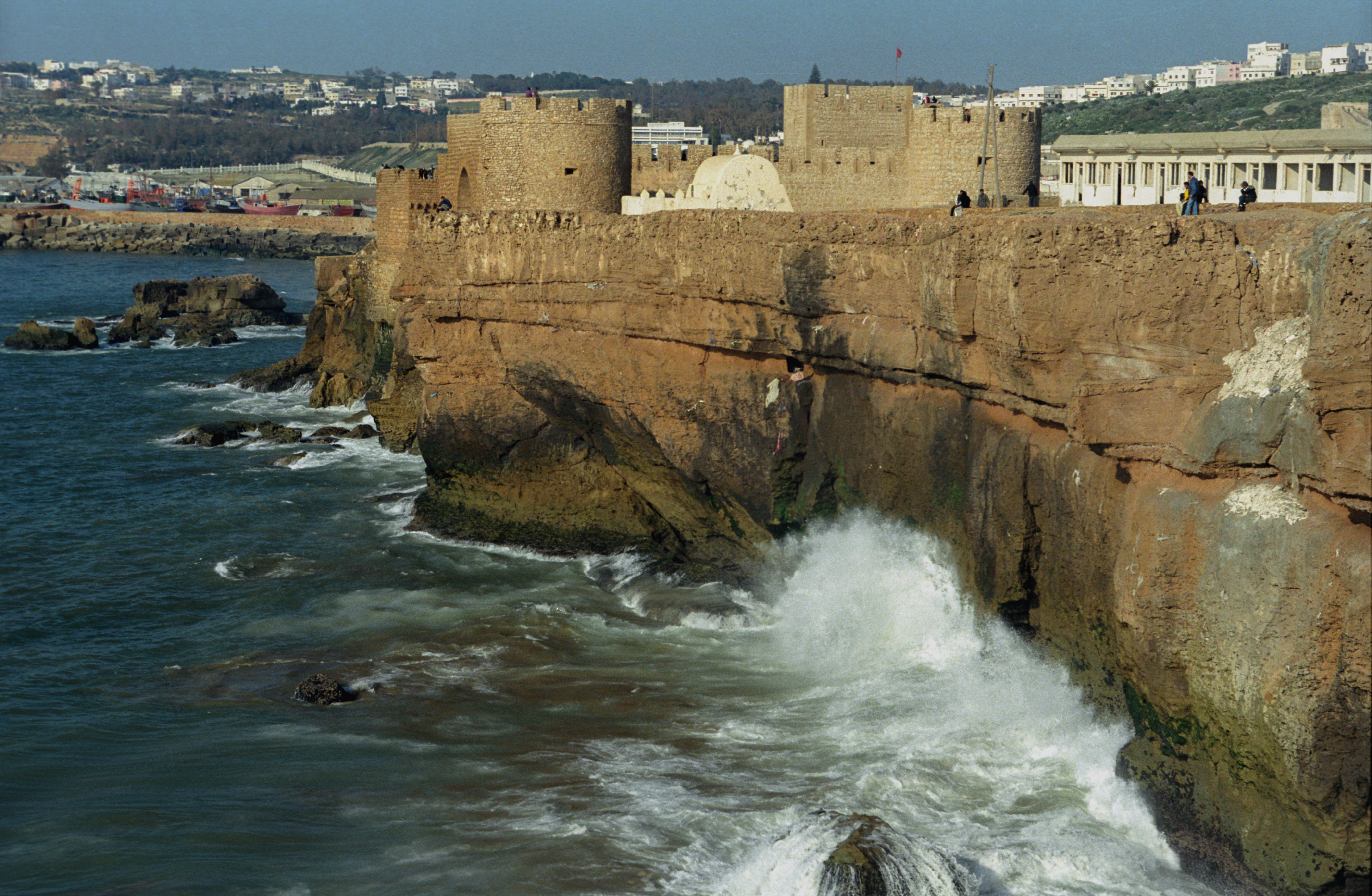
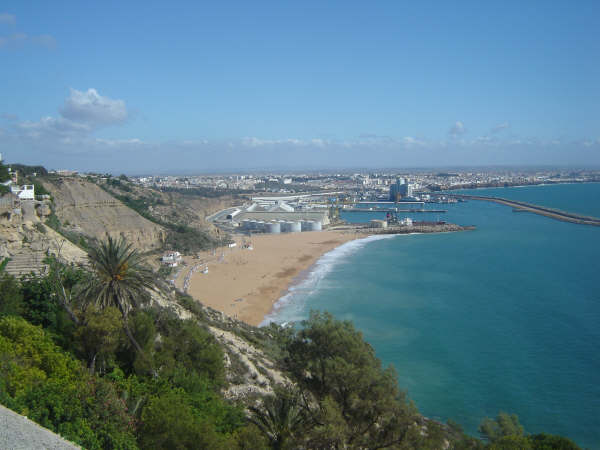
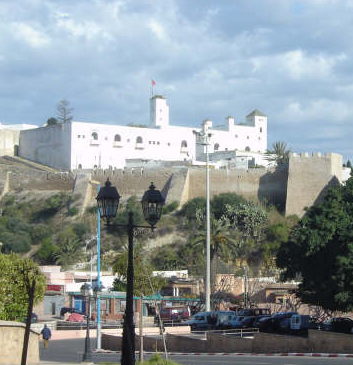
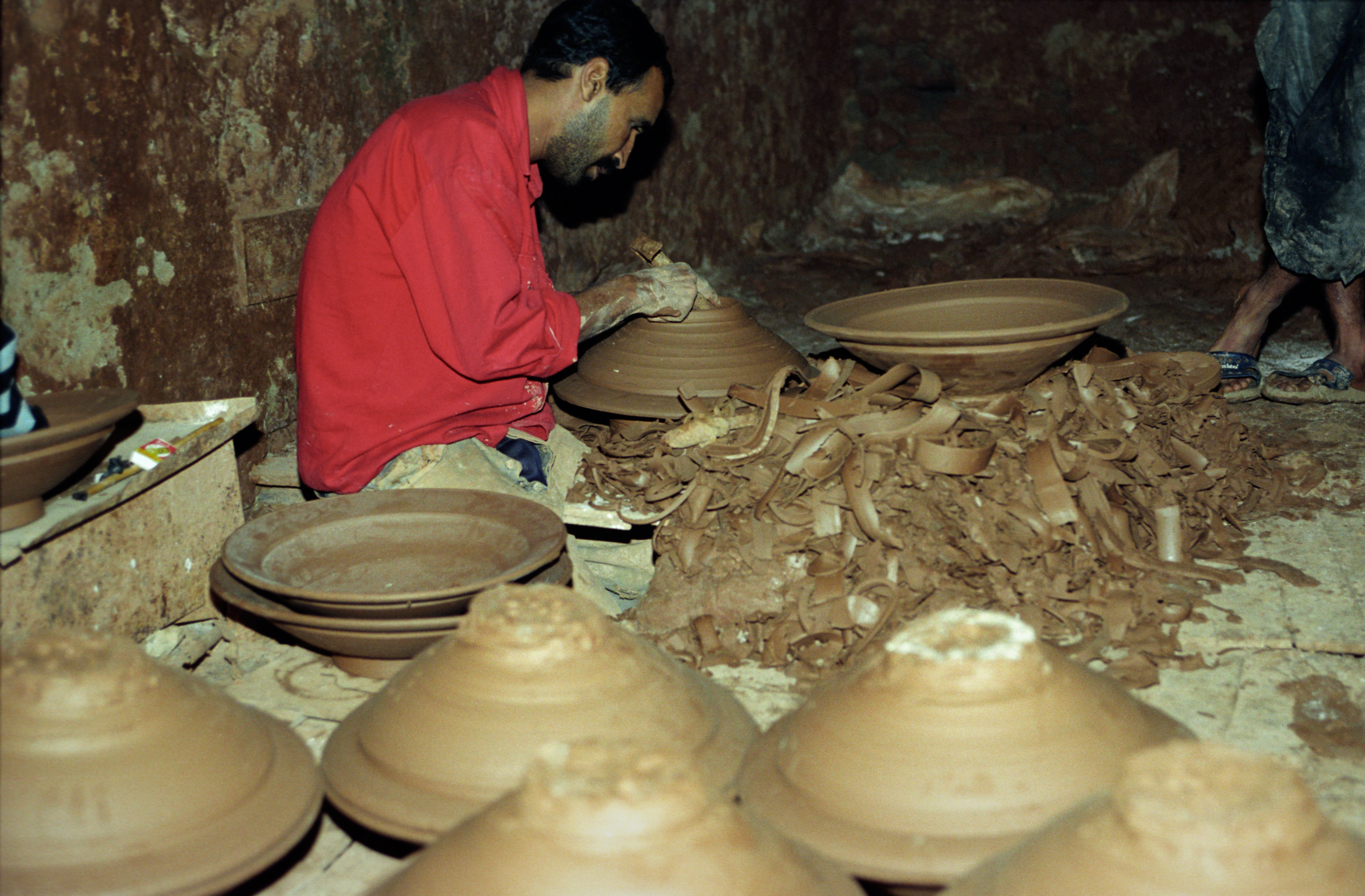
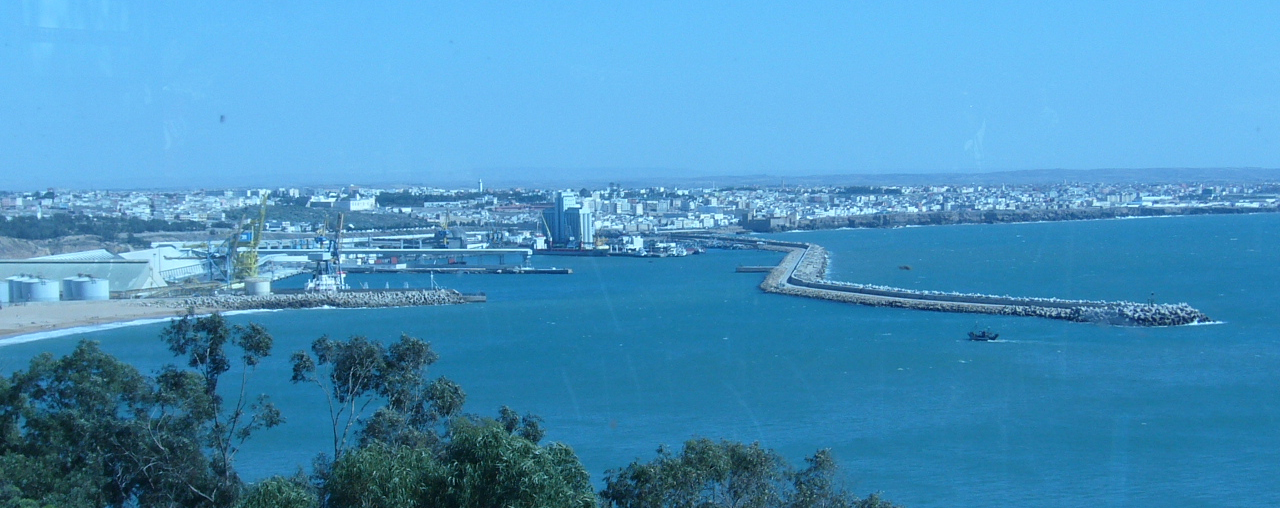
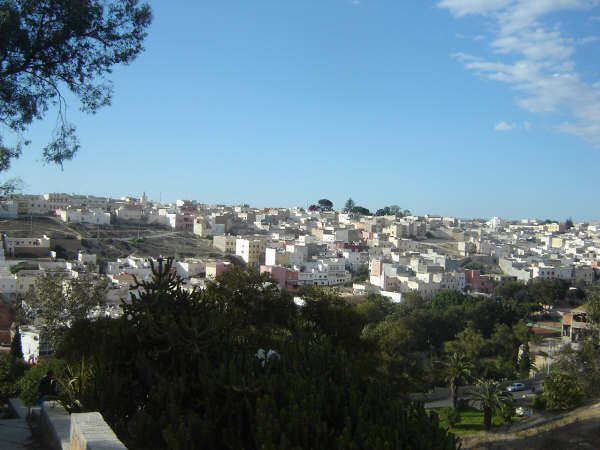